# Benjamin von Block

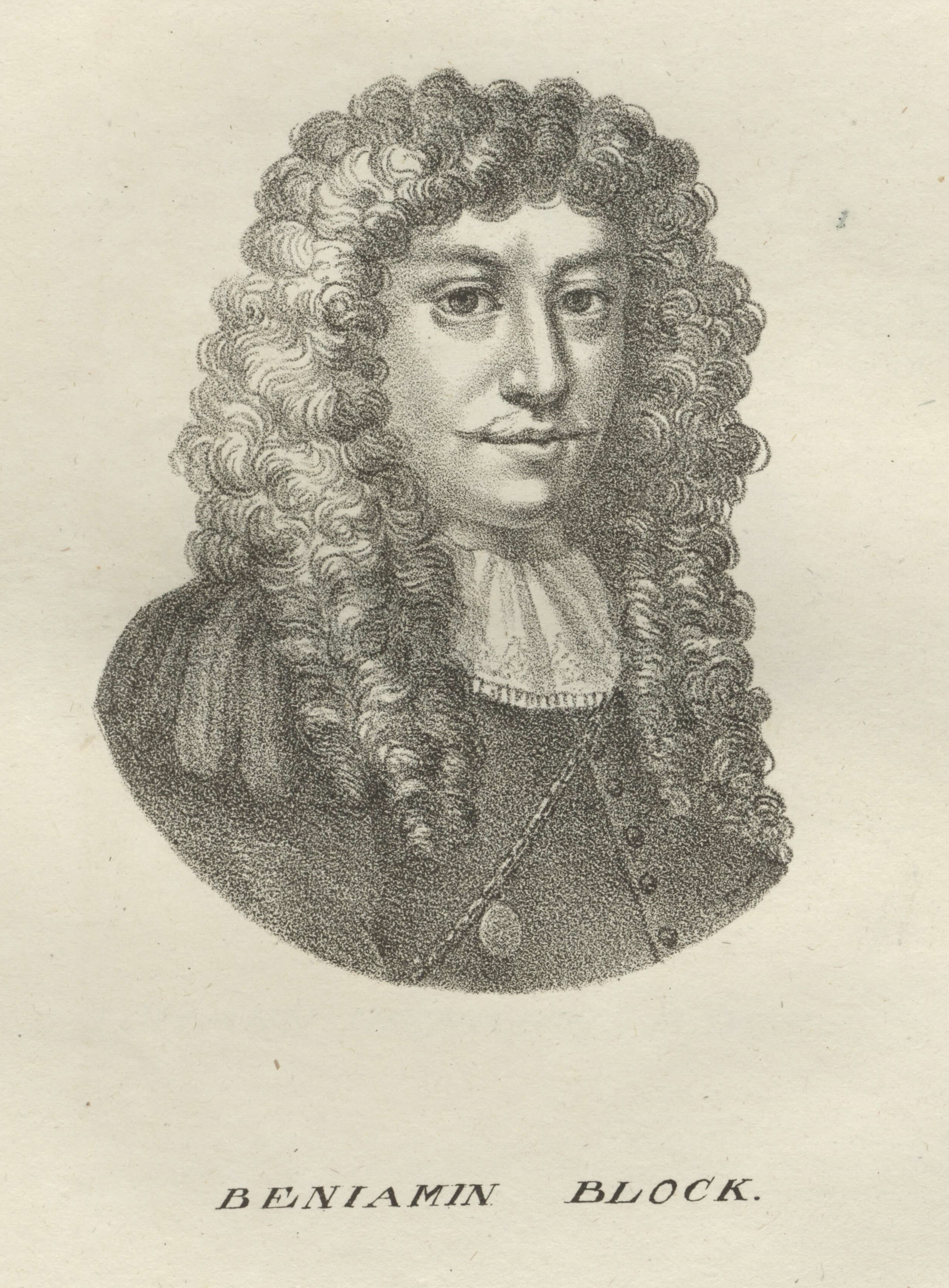
Porträt (Lithografie aus der Künstler-Galerie von Maximilian Franck 1818)

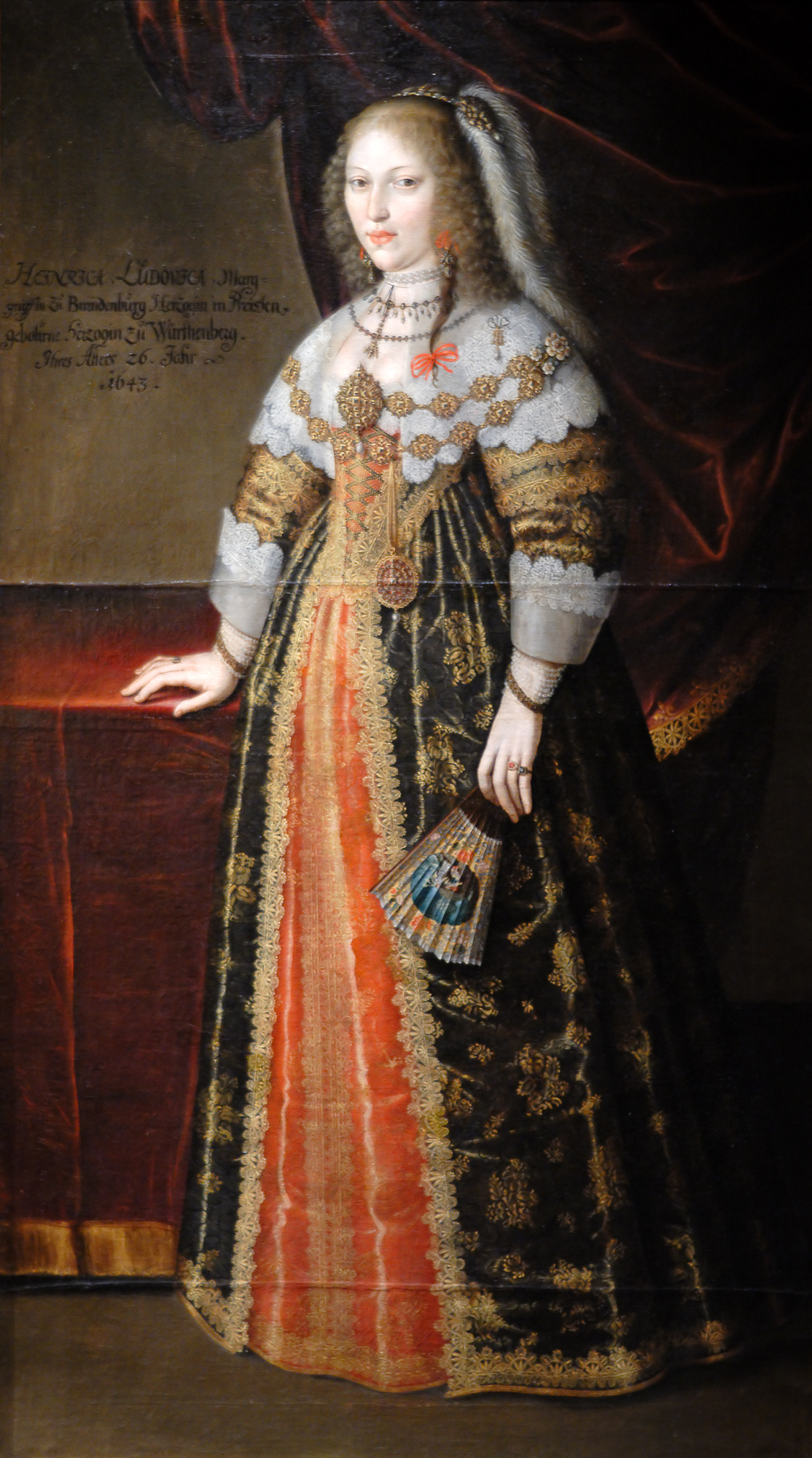
Benjamin von Block, Porträt von Henriette Luise von Württemberg, 1643. Öl auf Leinwand, Museum „Die Hohenzollern in Franken“, Plassenburg ob Kulmbach.

Benjamin von Block, auch Benjamin Blok (* 1631 in Lübeck; † 1689 in Regensburg) war ein deutscher Porträtmaler.

## Leben
Block ging wohl bei seinem Vater Daniel Block in die Lehre, genauso wie seine Brüder Emmanuel und Adolf. 1653 lebte er in Halle und ging von dort aus nach Wien zu seinem Bruder. Dort lernte er den ungarischen Grafen Franz Nádasdy kennen. 1653 ging er auf dessen Einladung mit ihm nach Ungarn und lebte dort drei Jahre. 1659 ging er nach Rom, wo er als Porträtist des Adels arbeitete und besuchte auch Florenz, Venedig und Siena. Anfang der 1660er Jahre ließ er sich in Nürnberg und Regensburg nieder. Für Kaiser Leopold I. schuf er eine ganze Gemäldegalerie. Block war einer der ersten, der die neue Technik der Schabkunst anwandte. Schon bald wurde er zu einem der beliebtesten und meistbeschäftigten Porträtisten seiner Zeit.
Block war mit der Blumenmalerin Anna Catherina von Block verheiratet.